# Humanitaire chrétien
L'humanitaire chrétien regroupe les actions humanitaires accomplies par des ONG chrétiennes.  La charité est un concept de grande importance dans le christianisme.  Les actions humanitaires sont ainsi un secteur où certaines Églises donnent des ressources financières et s’impliquent dans une optique de compassion.

## Origines
L'humanitaire chrétien moderne provient des enseignements de la Bible. En effet, la charité, cette préoccupation pour l'aide aux démunis, est un concept clairement établi dès l'Ancien Testament. Selon le livre de l'Exode, une partie de la dîme était consacrée aux démunis (orphelins,  veuves, étrangers). Selon le Nouveau Testament, Jésus-Christ a beaucoup parlé sur la charité, en plus de poser des actions (guérison, dons matériels ou financiers, défense de droits, etc). Dans le discours sur la montagne, il a invité à aider non seulement ses amis, mais également ses ennemis ou les gens rejetés par la société, telles les personnes avec un handicap. Jésus s’est lui-même comparé à un médecin, venu pour sauver les gens. Dans la Parabole du bon Samaritain, il a décrit les soins médicaux payés par un Samaritain à un Juif (les deux peuples étaient ennemis), comme un modèle d’amour pour son prochain ,. Paul de Tarse a également collecté des fonds à multiples reprises pour les démunis.
Les monastères et les ordres monastiques catholiques ont, depuis le Moyen Âge, une longue tradition de charité, d'asile et d'aide aux démunis. Les Églises protestantes connaissent le ministère de diacres, chargés de l'assistance aux pauvres. Les sociétés missionnaires des XVIIIe siècle et XIXe siècle offraient souvent de l'aide humanitaire en parallèle de leur activité principale d'évangélisation. 
C'est dans le courant du XIXe siècle, que les premières ONG chrétiennes voient le jour.  YMCA, une ONG protestante, est créée en 1844, à Londres.  Puis vient Caritas, une ONG catholique, fondée à Cologne, en 1897. Au début du XXe siècle, le pasteur baptiste américain Walter Rauschenbusch, chef de file du mouvement de l’Évangile social, a publié plusieurs ouvrages sur la justice sociale qui ont inspiré certains acteurs humanitaires . Du côté des églises évangéliques, la culture entrepreneuriale propre au mouvement a favorisé la création de multiples ONG . Tout comme le mouvement humanitaire, la croissance des ONG chrétiennes devient particulièrement visible dans les années 1970. Certaines d'entre elles sont reconnues comme des acteurs importants de développement.

## Caractéristiques et atouts des ONG humanitaires chrétiennes
Il n’existe pas de définition universelle de ces organismes; on considère qu'une ONG humanitaire chrétienne possède au moins un des traits suivants:
- être affiliée à une organisation religieuse,
- des références religieuses explicites dans ses statuts,
- l’appui financier d’une organisation religieuse,
- la sélection de son conseil d’administration ou de ses équipes est basée sur des principes ou une affiliation religieux,
- ses prises de décisions s'appuient sur des principes religieux.

Alors que les contacts avec les églises locales permettent souvent de travailler dans des pays ou régions difficiles d'accès pour des organisations gouvernementales ou internationales, ainsi que de lancer des alertes en cas de problème, la dimension internationale de nombreuses ONG chrétiennes leur permet de rassembler des fonds importants et de faire connaître et promouvoir leurs actions.
Il semblerait que parfois des musulmans préfèrent recevoir l'aide d'organisations humanitaires chrétiennes plutôt que celle d'organisations non-religieuses, considérant la religion comme garantie de bonne morale et de vertu.

## Politiques d’intervention
La majorité des ONG chrétiennes aident tout le monde, sans distinction de religion. Avec la croissance de la sécularisation dans certains pays, certaines ONG chrétiennes ont minimisé leur identité religieuse. Dans certaines ONG, cela dépend du contexte culturel de l’antenne nationale.  
Contrairement à certains clichés, de nombreuses ONG chrétiennes évangéliques ne mélangent pas humanitaire et évangélisation. Par ailleurs, certaines ONG évangéliques considèrent ne pas pouvoir fournir de l’aide sans l’accompagner d’évangélisation. La diversité des mouvements évangéliques  fait en sorte que les deux scénarios sont possibles.  Dans certaines régions du monde, comme sur le continent africain, selon certaines ONG évangéliques, la culture locale mettrait beaucoup d’importance sur les choses spirituelles, ce qui aurait pour conséquence qu’il serait difficile pour certaines populations de comprendre ou accepter le travail d’ONG humanitaires qui n’afficheraient pas leur identité religieuse.

## Personnel humanitaire
Dans certaines ONG chrétiennes, le personnel n’est pas uniquement chrétien. Toutefois, des valeurs spirituelles communes sont une caractéristique fréquente chez les employés et bénévoles d’ONG chrétienne. Selon les travailleurs humanitaires chrétiens, leur engagement est motivé par des valeurs spirituelles de compassion et de miséricorde ,,.  Dans certaines ONG, comme Mercy Ships, tous les employés sont bénévoles et doivent payer leurs frais d’hébergement et de nourriture, en plus de travailler gratuitement.

## Résultats et budgets
En 2007, les ONG chrétiennes représentent 57,4 % des ONG religieuses affiliées aux Nations unies.
Selon une étude anglaise d'Elizabeth Ferris, publiée en 2005 dans le périodique International Review of the Red Cross, les ONG chrétiennes disposent de budgets importants et offrent un soutien financier considérable à l'échelle mondiale. Cette même étude donne les chiffres suivants:
- Les ONG liées au World Council of Churches, ainsi que celles du groupe de Caritas Internationalis, consacrent plus d'un milliard de dollars par an à l'aide et au développement.
- La Fédération luthérienne mondiale a un budget de 73 millions de dollars pour l'aide et le développement.
- D'après une étude de 1953, les ONG religieuses auraient donné 90 % de l'aide apportée après la Seconde Guerre mondiale.
- D'après William Headley (Catholic Relief Services), 1/3 des malades du SIDA dans le monde sont soignés avec l'aide de l'Église catholique.

Selon le sociologue Sébastien Fath, les églises chrétiennes évangéliques et les ONG qu'elles soutiennent développent un entrepreneuriat humanitaire international dont les dirigeants politiques tiennent de plus en plus compte; elles seraient des acteurs géopolitiques incontournables sur le terrain humanitaire.

## Organisations catholiques internationales
Parmi les plus importantes ONG humanitaires catholiques internationales, il y a Caritas Internationalis et Emmaüs International.

## Organisations protestantes internationales
Au niveau des organisations humanitaires protestantes historiques internationales, il y a les organisations rattachées aux églises comme Lutheran World Relief et United Methodist Committee on Relief .  La plus importante ONG humanitaire protestante internationale non rattachée directement à une église est la Young Men's Christian Association .

## Organisations évangéliques internationales

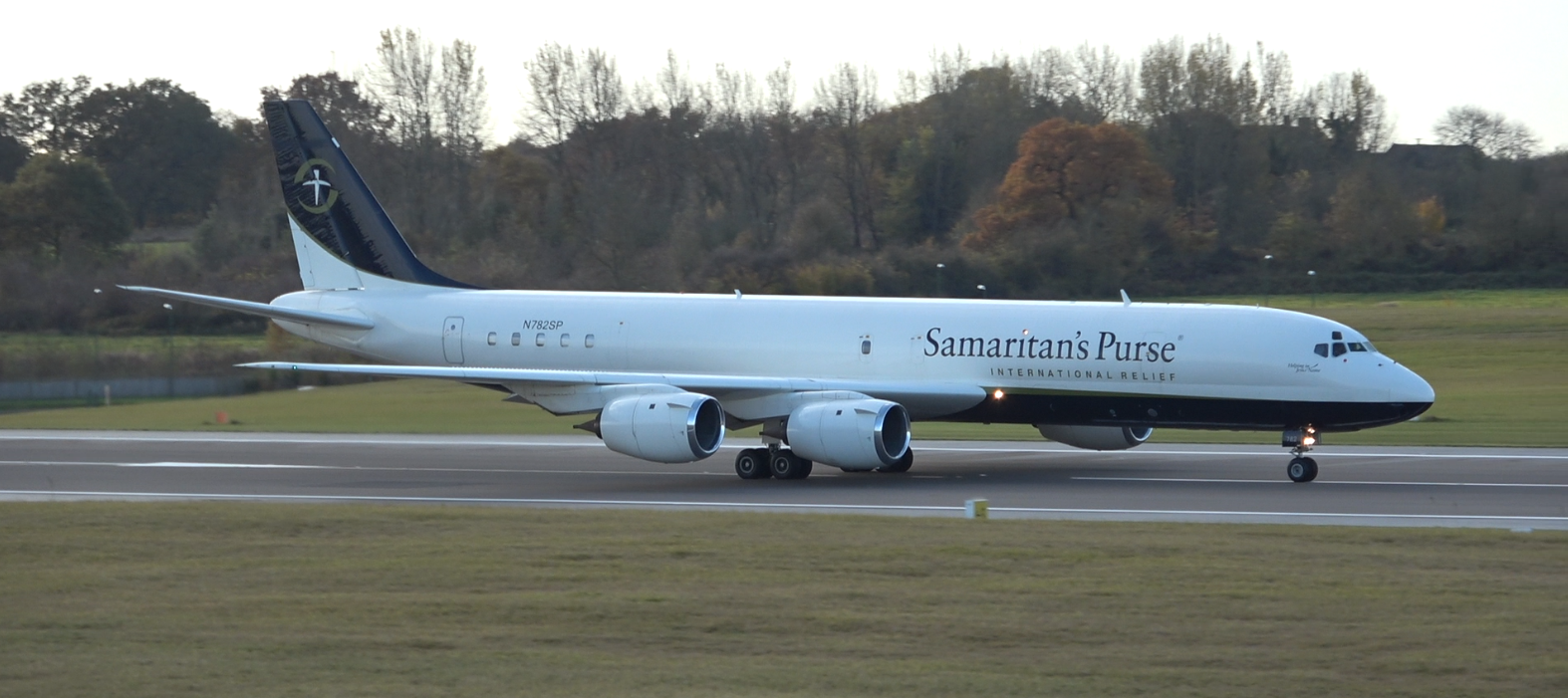
Un avion de Samaritan's Purse à Birmingham, en Angleterre, 2019

Dans les années 1940, aux États-Unis, le néo-évangélisme a développé l’importance de la justice sociale et des actions humanitaires dans les églises évangéliques ,,. La majorité des organisations humanitaires chrétiennes évangéliques a été fondée dans la deuxième moitié du 20e siècle. Parmi les plus importantes, on peut compter World Vision International (1950), Samaritan's Purse (1970), Mercy Ships (1978), Prison Fellowship International (1979), International Justice Mission (1997) .

## Problèmes et critiques
Il existe parfois des problèmes de collaboration entre ONG catholiques et ONG non-confessionnelles dans la lutte contre le SIDA, notamment à cause d'opinions différentes sur l'emploi de préservatifs masculins.
Au Bangladesh, les ONG chrétiennes sont parfois critiquées pour leur activité d'évangélisation. Selon le sociologue Martin Geoffrey, il n'existe pas de politique globale, mais certains salariés d'ONG chrétiennes distribuent des Bibles : « Il ne faut pas oublier que le but de tout évangélique, ça reste d’évangéliser. ». Le travail de certains groupes évangéliques est parfois critiqué par des ONG chrétiennes plus traditionnelles parce qu'ils ne sépareraient pas évangélisation et aide humanitaire, ce qui aurait des répercussions pour toutes les ONG humanitaires chrétiennes. Par exemple, le « Council of Churches in Indonesia » s'est explicitement distancé, après le tsunami de 2004, de groupes évangéliques  qui, d'après les médias, mêlaient évangélisation et aide humanitaire auprès de populations musulmanes.
Il est parfois difficile pour des ONG chrétiennes et musulmanes de collaborer les unes avec les autres.
En 2003, Abby Stoddard a reproché à des ONG chrétiennes de ne pas respecter le principe de neutralité dans le conflit armé du Soudan du Sud, en raison de leur soutien à l’indépendance de la région.
En 2007, une information anonyme a accusé des employés locaux de World Vision International au Liberia de détourner des stocks de nourriture et des matériaux de construction à des fins personnelles. L’ONG a envoyé des enquêteurs dans différentes villes partenaires dans le pays et a estimé que 90% de son aide dans le pays avait disparu dans des fraudes, alors que des rapports mentionnaient des villes qui n’existaient même pas. À la suite de cet évènement, l’organisation a mis en place une ligne téléphonique de signalement de fraude.
D’après une étude de 2016 menée à Bradford, au Royaume-Uni, la plupart des distributions de nourriture organisées dans la ville par des organismes charitables chrétiens (ou non religieux) n'offraient pas de nourriture halal, ce qui pourrait décourager les musulmans (souvent d'origine pakistanaise) nécessiteux de bénéficier de cette charité .
En 2019, il a été révélé dans les journaux que 105 enfants sont morts en Ouganda alors qu'ils étaient pris en charge par "Serving His Children", une organisation chrétienne évangélique. Les parents des victimes ont entamé un procès contre l'organisation en affirmant que des soins médicaux ont été donnés par une personne non-qualifiée qui se faisait passer pour un docteur ou une infirmière, ce que l'ONG dément. Cette affaire serait représentative du phénomène dit du "white savior", des humanitaires enthousiastes, mais incompétents,. Le procès a été conclu par un arrangement à l'amiable en juillet 2020, deux familles plaignantes recevant de "Serving His Children" chacune 35.000.000 de shillings ougandais et renonçant à leurs plaintes. La dissolution de l'organisation a aussi été annoncée par ses avocats.
Selon une étude de cas au Rajasthan, la foi et la compassion peuvent parfois rendre les membres d'ONG chrétiennes aveugles aux besoins et à la situation réels des personnes aidées, car les humanitaires construisent une image mentale simplificatrice des objets de leurs prières comme toujours pauvres et nécessiteux.
L'action de Mère Teresa à Calcutta a parfois été décrite comme "une entreprise impérialiste de l’Église catholique contre une population orientale, dans une ville orientale", un "culte de la souffrance", peu préoccupé d’hygiène .
En 2020, durant la pandémie de Covid-19, Samaritan's Purse a été accusée de discrimination envers les personnes LGBT à New York par des activistes,, en raison de sa vision chrétienne conservatrice du mariage, qui fait partie de la confession de foi de l'organisation et doit être acceptée par le personnel et les bénévoles, . Le Dr K. Elliott Tenpenny, responsable chez Samaritan's Purse, a promis un traitement égal des malades dans l’hôpital de secours ouvert dans Central Park, « sans distinction de race, d'ethnie, d'orientation sexuelle », l'organisation maintenant sa politique en ce qui concerne les personnes travaillant à l’hôpital.